# Битка за Саръкамъш
Битката за Саръкамъш (на арменски: Սարիղամիշի ճակատամարտ (Sarighamishi chakatamart), на руски: Сражение при Сарыкамыше; на турски: Sarıkamış Harekatı) е сражение между Руската и Османската империи в рамките на Първата световна война. Протича от 22 декември 1914 до 17 януари 1915 г. и е част от Кавказката кампания.
Изходът от сражението е разгром за турците и победа за руснаците. Турците прилагат стратегия на голяма мобилност на войските с оглед пристигането им на място в точно определено време. Този подход е свързан с тактика, прилагана от германците и от Наполеон. Османските войски, зле подготвени за тежките зимни условия, понасят най-много загуби в планините Алахакбер (на турски: Allahüekber Dağları) на Източен Анадол. Впоследствие командирът на османците Енвер паша хвърля вината за поражението върху арменците и битката служи като прелюдия за арменския геноцид.

## Предистория
В началото на Първата световна война Русия разглежда Кавказкия фронт като второстепенен спрямо Източния фронт, където са насочени основните руски ресурси. Крепостта Карс е завзета от Русия през 1877 г. по време на Руско-турската война и стратегическа цел на Османската империя е да си възвърне този район и излаза на Каспийско море.
Една турска офанзива би имала отвличащ ефект за прехвърляне на руски сили от Полша и Галиция и германските военни съветници я одобряват. Германия снабдява турската Трета армия с необходимото снаряжение за битката. Незабавната цел на т.нар. турска Кавказка кампания е да си върне Артвин, Ардахан, Карс и Батуми, а по-дългосрочната – да открие пътя към Тбилиси и да инициира бунт сред кавказките мюсюлмани. Друга турско-германска цел е да се отреже пътя на руснаците към петролните ресурси около Каспийско море.

## Разположение на силите
Зоната на военните действия между Черно море и езерото Ван е широка 1250 – 1500 km, което силно затруднява военното съсредоточаване. Операцията протича на плато с надморска височина 1500 – 2000 m. Основното затруднение в региона са лошите пътища, като от турската страна инфраструктурата е лоша или липсва. Основното предимство на Русия е железопътната линия между Карс и Гюмри в Армения, с гара в Саръкамъш, с дължина 24 km до границата. Единственият път през Кавказките планини са високопланинските проходи, в които са разположени градовете Карс и Саръкамъш. Всички други планински пътища са непроходими за артилерия. Противниковите войски са концентрирани на около 80 km от двете страни на границата в близост до Карс от руската страна и Ерзурум от турската страна.

### Турски войски
Трета турска армия е под командването на Енвер паша, с главен щаб в Ерзурум. Общият брой на войските, включително 83 000 редовни войници, резерви и гарнизона на Ерзурумската крепост, достига 118 000, а по други оценки, отчитащи транспортните и обслужващи сили и военната полиция – 150 000. Турците разполагат със 73 картечници и 218 артилерийски единици. Османската армия обаче не е подготвена за кампания в тежки зимни условия.

### Руски войски
Руската Кавказка армия разполага със 100 000 души и е добре оборудвана. Обаче след поражението при Таненберг през септември 1914 г. почти половината от нея е предислоцирана на Пруския фронт и в Кавказ остават 65 000 души. За компенсация, с посредничеството на кмета и епископа на Тбилиси, са сформирани арменски доброволчески отряди от арменци. Това не е прецедент, тъй като арменски запасняци вече са били мобилизирани за европейския театър на бойните действия.
Отрядите са съставени от арменци, които не са граждани на Руската империя и не са задължени да служат. Освен тях в руската Кавказка армия има и други неруски народности, които служат или като доброволци, или като редовни войници и офицери. В частност, това са православни християни от околностите на Карска област като грузинци и кавказки гърци, които приемат службата в императорската руска армия като средство за постигане на собствената си цел – отвоюване на териториите с православно население от мюсюлманите.
Първоначално са създадени четири доброволчески батальона. В Карска област, на фронта срещу Ерзурум, действат 3-ти батальон под командването на Амазасп Срванцтян и 4-ти батальон, воден от Аршак Гавафян. Главнокомандващ на Кавказкия военен район е Иларион Воронцов-Дашков., подпомаган от генерал Александър Мишлаевски, а генерал Юденич е началник-щаб.

## Ход на военните действия
След първите сражения на Кавказкия фронт през ноември 1914 г., Саръкамъшкият отряд на руската армия (около 53 батальона, 138 оръдия и 40 казашки сотни) овладява Кара-Дербентския планински проход и Кьоприкьойската позиция, разположена по средата на пътя между турската граница и Ерзурум, но се оказва откъснат от основните сили. Турското командване вижда възможност да се опита да го обкръжи от десния фланг и да удари в тил, като прекъсне железопътната линия Саръкамъш – Карс. Оперативният замисъл разчита на бързината на придвижване на мобилни турски отряди, както и снабдяване с продоволствие от местното мюсюлманско население. Операцията е одобрена от германското командване (началник-щаб на турската Трета армия е немски офицер, генерал-лейтенант Бронзарт фон Шелендорф, командирите на корпуси са възпитаници на германската военна школа).
На 22 декември 1914 г. турците започват настъпление, създавайки тежка ситуация за руските войски. Саръкамъшкият отряд отблъсва фронталната атака, а след един ден в щаба му пристигат генералите Мишлаевски и Юденич. Генерал Мишлаевски организира отбраната, но в най-решителния момент оценява обстановката неправилно, дава заповед за отстъпление и заминава за Тифлис, където докладва за заплахата от турско нахлуване, с което предизвиква дезорганизация на тила на руската армия. Генерал Юденич поема командването на 2-ри Туркестански корпус, а целият Саръкамъшки отряд както и преди се командва от генерал Бергман, командир на 1-ви Кавказки корпус.
На 25 декември турците извършват обходна маневра, заемат Бардус и се насочват към Саръкамъш. Времето обаче е мразовито, войниците не са добре оборудвани за него и това не само намалява темповете на настъплението, но води и до значителни (многохилядни) загуби.
Руската отбрана на Саръкамъш е малобройна, но от основния фронт започват да се прехвърлят подкрепления, сред които се откроява Кубанската бригада под командването на генерал М. Пржевалски. С тяхна помощ на 29 декември руснаците отхвърлят противника и преминават в контранастъпление. На 31 декември турските войски получават заповед за отстъпление. На 2 януари 1915 г. руските сили си връщат Бардус, на 4 януари целият турски 9-и корпус е обкръжен и пленен. Остатъците от 10-и корпус са принудени да отстъпят и към 17 януари Саръкамъшката операция завършва с тежко поражение на 3-та турска армия, която губи 90 000 убити, ранени и пленени и 60 оръдия.

## Последици
В резултат на операцията, руската армия пренася военните действия изцяло на територията на Турция и си открива пътя към Анадолското плато.
Саръкамъшката операция повлиява реорганизацията на управлението на Кавказката армия през януари 1915 г.
Енвер паша хвърля вината за поражението върху арменците и битката служи като прелюдия за арменския геноцид..

## Жертви
В началото Трета османска армия наброява 118 000 бойци. Този брой намалява до 42 000 боеспособни войници през януари 1915. Цифрите за османските жертви са противоречиви поради спорове какво точно да включват. Официалната турска история посочва 32 000 убити, 15 000 умрели от болести, 7000 взети в плен, 10 000 ранени, т.е. 50 000 души общо. Броят на жертвите продължава да расте дори след края на бойните действия, защото турската армия е изправена пред епидемия от тифус. Друг източник (TAF) посочва цифрата 60 000 за целия период. Руснаците пленяват 7000 души, включително 200 офицери. Тези военнопленници прекарват следващите три години в малко градче на изток от Москва и след падането на царизма им е разрешено да се върнат в Османската империя.
Руските загуби са 16 000 убити в боевете, 12 000 умрели от болести, предимно вследствие на измръзване. Според TAF броят е 30 000 жертви общо без посочване на подробности.